# Hotel Omorika
Hotel Omorika je hotel u Dramlju u neposrednoj blizini Crikvenice, 1,5 km od središta grada. Izgrađen je 1973. godine, a ime je dobio po zaštićenom endemskom stablu “omorika” koje je otkrio botaničar Josip Pančić, rođen u ovom kraju.
Hotel je smješten u blizini šljunčane plaže, okružen je bogatim mediteranskim raslinjem, raspolaže sa 115 soba (230 kreveta), sve imaju pogled na more. Između ostalog, savršen je izbor za organizaciju skupova, seminara ili zabave. Kongresni sadržaji sastoje se od tri multifunkcionalnih dvorane kapaciteta 330 osoba u kino postavi. 
Sale su prigodne za održavanje domjenaka, svečanih banketa i gala zabava te se mogu prilagoditi potrebama gostiju. Hotel posjeduje: LCD projektor, platno, flipchart, mikrofon, razglas.
U sklopu hotela su: klimatizirani restoran kapaciteta (220 mjesta, terasa kapaciteta 100 mjesta, aperitiv bar uz recepciju, noćni bar u prizemlju hotela i parking.
U blizini hotela se nalaze sportski tereni:  - 3 tenis igrališta, igralište za mali nogomet, stolni tenis, mini-golf, također adrenalinski park za one željne avanture. Mogućnost korištenja vanjskog bazena u kompleksu Ad Turres (cca 250 m) u periodu od lipnja do rujna. Ispred hotela je stanica turističkog vlakića koji vozi do centra Crikvenice u ljetnim mjesecima.
Hotel Omorika je renoviran 2016. godine. Njegova veličina, prostrani hodnici i sale govore o “glamouru” prošlih vremena. U hotelu su održavani poznati simpoziji i znanstveni skupovi, a najveću pažnju privukao je "I svjetski simpozij astronauta".

## Vanjske poveznice
- Arhivirana inačica izvorne stranice od 18. rujna 2016. (Wayback Machine)